# Quinto Tiberio Angelerio

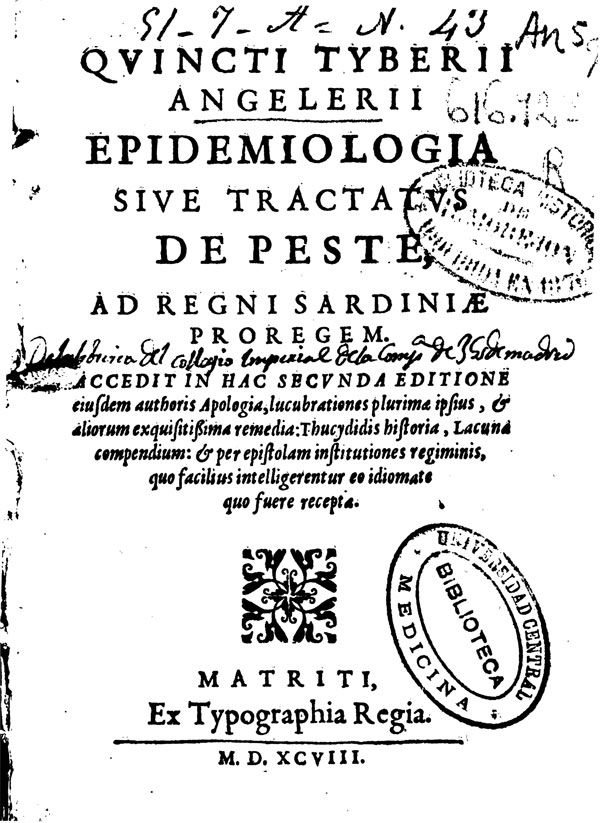
Coberta de Epidemiologia sive tractatus de peste (1598), primer ús conegut del mot «epidemiologia» en espanyol i en llatí.

Quinto Tiberio Angelerio (Belloforte, Calàbria; 1532-Nàpols, 6 de desembre de 1617) va ser un metge italià.

## Biografia
Va néixer a Belloforte (Calàbria) el 1532 i va fer els estudis de medicina a Nàpols i Pàdua. Va contreure matrimoni en Francica (Calàbria), on va exercir durant deu anys. Es va mudar després a Venècia, Pavía i Niça. El 1575 es va establir a Messina, ciutat afectada per una epidèmia de pesta, i hi va estar fins al 1578 o potser 1581, any en el qual va passar a L'Alguer (Sardenya), on va ser anomenat protometge i es va veure implicat en una altra brotada de la mateixa malaltia, en el qual va introduir mesures de prevenció similars a les que el protometge Giovanni Filippo Ingrassia ja va aplicar en l'epidèmia anterior a Messina, encara que es desconeix si tots dos es van arribar a conèixer. El primer cas es va detectar al novembre de 1582 en un mariner d'un vaixell procedent de Barcelona o, més probablement, de Marsella. Angelerio va convèncer les autoritats de la ciutat d'isolar els afectats, blocar el comerç i establir barreres al voltant de la ciutat. Es va garantir el forniment de menjar i medicaments, a més d'aplicar la desinfecció de llars. La brotada va acabar al juny de l'any següent.
Visqué més tard a Madrid i tan sols va tornar a Nàpols després de la mort de Felip II de Castella. Morí el 6 de desembre de 1617 en aquesta ciutat, i fou enterrat en l'església de Monteoliveto.

## Obra
L'obra principal d'Angelerio és un tractat sobre l'epidèmia de pesta a L'Alguer, el seu pensament era influenciat per la teoria miasmàtica de Galè i el contagionisme de Girolamo Fracastoro. Es coneixen tres edicions de l'obra amb els següents títols: Ectypa pestilensis status Algheriae Sardiniae (Càller, 1588), que inclou unes Instrvctions del Regiment en català i algunes variants sardes, Epidemiologia sive Tractatus de peste (Madrid, 1598) i Epydem Historia (Nàpols, 1651). Destaca el fet que en la segona edició aparegui l'ús més antic conegut del mot «epidemiologia», tant en espanyol com en llatí. Joaquín de Villalba va adoptar aquest terme en la seva obra Epidemiología española citant Angelerio i el seu ús es va escampar durant el segle xix.
Altres obres d'Angelerio són:
- De medicis dogmatibus [8]
- De moribus Hispanorum fragmentum [2]
- Regimen civitatis tempore pestis [2]
- Opusculum de conscribenda historia,[2] que, amb l'anterior, podrien ser fragmentos curts del tractat sobre la pesta.[8]
- Apologia, et de historiae apparatu epigraphia,[2] que apareix a les edicions de 1598 y 1651 del tractat.[8]